# Presidente del Gobierno de Rusia
El presidente del Gobierno de la Federación de Rusia (en ruso, Председатель Правительства Российской Федерации; transliterado: Predsedátel Pravítelstva Rossíyskoi Federátsii), también conocido informalmente como presidente del Gobierno de Rusia o primer ministro de Rusia, es el jefe de Gobierno del Estado ruso, la institución que ostenta, a nivel federal, el poder ejecutivo en Rusia. Sin embargo, debe advertirse que, dados los complejos mecanismos del federalismo ruso, el presidente del Gobierno es, de facto, la segunda autoridad ejecutiva del país tras el propio presidente de la Federación, conformándose así un diseño institucional bicéfalo o semiparlamentario del poder ejecutivo.
El presidente del Gobierno Federal preside las reuniones del gabinete, con excepción de las ocasiones en que esta prerrogativa corresponde al presidente de la Federación de Rusia, y propone el nombramiento de los demás componentes del Gobierno (los vicepresidentes y ministros federales), cuya actividad dirige y coordina. Asimismo dispone de potestad reglamentaria propia limitada, independiente de la que corresponde al Gobierno como órgano colegiado.

## Historia
Aunque la denominación ha cambiado en diversas ocasiones, lo cierto es que la figura de un jefe de gobierno diferente del jefe de Estado en Rusia proviene en realidad de la etapa imperial, cuando en 1802 el joven zar Alejandro I hizo habituales las reuniones periódicas conjuntas de los ministros imperiales en forma de comité de ministros. Entonces su presidente era el zar, y sólo en su ausencia uno de sus ministros (generalmente el de Asuntos Exteriores) podía presidir sus reuniones. Las funciones ejecutivas correspondían, obviamente, al emperador, que las aplicaba frecuentemente a través de sus ministros, como verdaderos brazos ejecutores de la voluntad imperial, que ejercían a la vez la función de consejeros. Aquel primer comité era pues, en toda regla, un órgano meramente consultivo y de coordinación. Así permaneció su funcionamiento, con escasas variaciones, hasta que los graves acontecimientos que tuvieron lugar en la primera década del siglo XX en Rusia y las virulentas manifestaciones que siguieron al Domingo Sangriento pusieron sobre la mesa las exigencias aperturistas de la sociedad. El zar Nicolás II nombró un primer ministro (primus inter pares en el gabinete), el liberal reformista Serguéi Witte, que inició las reformas que culminarían modestamente con la promulgación de una constitución muy moderada en 1906. Las reformas políticas hicieron necesaria una cierta institucionalización de aquellas reuniones de gabinete bajo la forma de un Consejo de Ministros, al estilo de las monarquías constitucionales europeas, lo que determinó a su vez la necesidad de una cierta burocracia y estructura propia del nuevo gobierno colegiado. Así, en 1910, Nicolás II establecía el nuevo Consejo de Ministros, a cuya cabeza se encontraría un presidente autónomo, que respondería simultáneamente ante el emperador y ante la recién convocada Duma Imperial. El primer presidente del Consejo de Ministros sería el político ultraconservador Iván Goremykin, que en 1906 ocupaba este nuevo cargo en sustitución del aperturista Witte, impulsor del Manifiesto de Octubre y de la primera constitución rusa, y cuya cercanía con las tesis liberales había decepcionado profundamente al zar. Aunque el nuevo Consejo y su presidencia nunca más fueron revocados, la posterior vuelta al régimen imperial autocrático convirtió la figura del presidente del Consejo en un ejecutor subordinado a la voluntad del zar. 

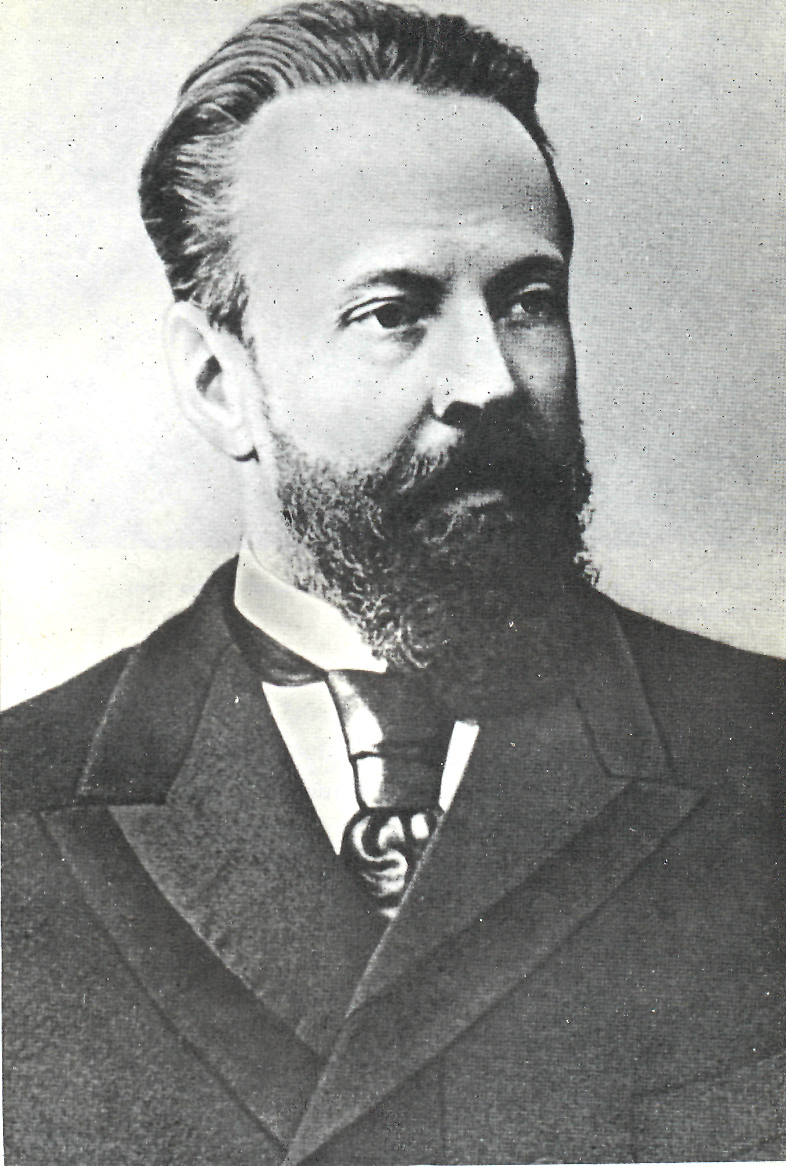
Serguéi Witte, primer ministro reformista de Nicolás II en 1905

Tras el breve régimen de Gobierno provisional presidido por el príncipe Lvov, primero, y posteriormente por Aleksandr Kerenski, que siguió a la Revolución de Febrero de 1917, la Revolución de Octubre dio comienzo a un largo período de Estado socialista cuyo primer gobierno, el Sovnarkom, fue presidido por Lenin. Durante dicho período, coexistieron un gobierno soviético cuyos poderes se extendían a toda la Unión de Repúblicas Socialistas Soviéticas (URSS) creada en 1922, que detentaba el verdadero poder en todo su territorio, con un gobierno autónomo de la República Socialista Federativa Soviética de Rusia (RSFS de Rusia), en realidad un órgano de limitada autonomía cuya autoridad se ceñía a la Rusia soviética como parte integrante (una entidad territorial) de la URSS. El jefe de Gobierno en la RSFS de Rusia tenía el nombre de presidente del Consejo de Comisarios del Pueblo, después el de presidente del Consejo de Ministros, luego el de presidente del Consejo de Ministros-Gobierno y, finalmente, con la disolución de la URSS, el de presidente del Gobierno actual. Por su parte el jefe del Gobierno soviético tenía el título de presidente del Consejo de Comisarios del Pueblo de la Unión Soviética, después el de presidente del Consejo de Ministros de la URSS y, finalmente, el de Primer Ministro de la Unión Soviética, hasta su desaparición definitiva en 1991.
La promulgación de una nueva constitución en 1993, que convertía a Rusia en un Estado federal presidencialista, estableció un Gobierno a cuya cabeza se encontraba un presidente, diferente al presidente de la Federación, y que reuniría cuentas simultáneamente a la Duma Estatal y al presidente federal, debido al mecanismo de la doble legitimidad (presidencial y parlamentaria) que se exige para su nombramiento. Aunque su diseño constitucional lo insinúa como el jefe del poder ejecutivo de la Federación, la práctica política que se ha desplegado desde que dicha constitución entrara en vigor hace más de veinte años ha revelado un funcionamiento netamente presidencialista de la política rusa y una estructura en todo caso bicéfala del poder ejecutivo, que ejercen de manera compartida el Gobierno y su presidente con el presidente de la Federación.

## Nombramiento y cese
El presidente del Gobierno federal es nombrado con plena libertad por el presidente de la Federación, previo el consentimiento de la Duma. De este modo, no es obligado que provenga del poder legislativo, sino que puede tratarse de cualquier ciudadano ruso mayor de edad y en pleno uso de sus facultades que el presidente del país considere apto idóneo para el cargo. La Ley Federal Constitucional "Acerca del Gobierno de la Federación de Rusia" (31.12.1997 N.º 2-FKZ) en su Artículo 11 prohíbe taxativamente a los miembros del Gobierno formar parte del Consejo de la Federación o ser diputado de la Duma Estatal.

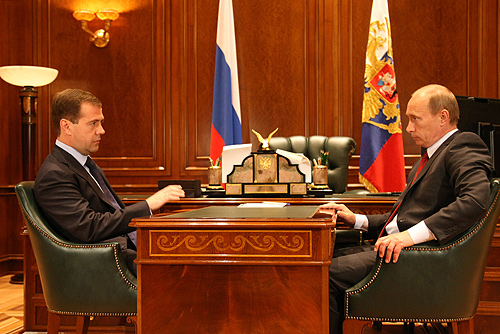
Despacho semanal entre el presidente ruso y el presidente del Gobierno en el Kremlin

La discrecionalidad e influencia del jefe del Estado se ven notablemente incrementadas por la cláusula de disolución que prevé el texto constitucional, y que llama al presidente a nombrar presidente de gobierno, eludiendo la aprobación parlamentaria, y a disolver la propia Duma y convocar nuevos comicios legislativos si la cámara baja declinara hasta tres veces conceder su confianza al candidato presentado por el presidente federal. Esta forma de sanción política a la insubordinación del parlamento conlleva en la práctica un poder casi pleno del jefe del Estado para designar al jefe del ejecutivo, convirtiendo la investidura parlamentaria en una formalidad casi testimonial, y dando a la figura del presidente del Gobierno un perfil más cercano al de un primer ministro como primus inter pares que al de un verdadero jefe del poder ejecutivo.
Finalmente, el cese del presidente del Gobierno, que conlleva el de todos sus vicepresidentes y ministros, se produce por 
- dimisión voluntaria, que el presidente de la Federación podrá aceptar o no;
- por renuncia obligada en caso de que entre en funciones un nuevo presidente de la Federación recién electo;
- por la aprobación de una moción de censura en la Duma del Estado, votada por la mayoría absoluta de la cámara, cuando el presidente de la Federación consienta con el parecer de la moción;
- por la pérdida de una moción de confianza parlamentaria previamente planteada por el Gobierno ante la Duma.

En el tercero de los casos, la aprobación de una moción de censura contra el Gobierno faculta al presidente federal para consentir en ella, obligando a la dimisión colegiada del Gobierno, o a expresar su disconformidad, manteniendo al Gobierno en sus funciones. Si la Duma manifestare de nuevo su desconfianza hacia el Gobierno en el plazo de los tres meses posteriores, el presidente deberá disponer inmediatamente el cese del Gobierno o la disolución de la Duma y la convocatoria de nuevas elecciones legislativas.

### Doble legitimación

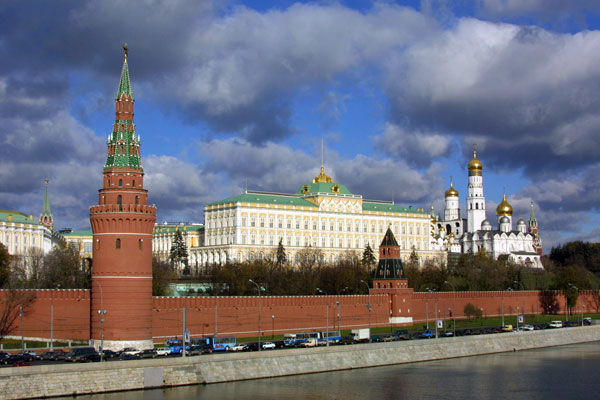
El Kremlin de Moscú, residencia del presidente de la Federación

A este mecanismo constitucional por el cual un nombramiento requiere para ser efectivo y para mantenerse gozar de la doble confianza del jefe del Estado (el presidente de la Federación) y del parlamento (en este caso su cámara baja, la Duma Estatal) se lo conoce en teoría del estado como fundamento de doble legitimidad. Aunque presenta la indiscutible ventaja de garantizar la presencia en el sistema de un órgano de gobierno políticamente próximo -o cuando menos no hostil- a las dos otras autoridades políticas del país, el poder ejecutivo de facto que ejerce el presidente de la Federación y el poder legislativo de la Duma, no pueden ignorarse ciertos inconvenientes prácticos de notable trascendencia. Así, es más precaria la situación de un gobierno que debe buscar y mantener permanentemente la confianza de dos órganos políticos no necesariamente coincidentes; su autoridad se encontrará a menudo subordinada al necesario consenso institucional, y fácilmente sus decisiones se podrán ver comprometidas si despiertan la oposición abierta de una u otra institución: la presidencia federal y el parlamento.
Finalmente, el peculiar desequilibrio entre el jefe del Estado y el parlamento que se da en el sistema político ruso en caso de desacuerdo entre ambos hace previsible una mayor dependencia y atención del presidente del Gobierno al presidente de la Federación antes que a la Duma, lo cual limita notablemente la autonomía de aquel, que se encontrará a la fuerza muy próximo a un foco de poder más fuerte, el del presidente federal, en el mismo ámbito de la acción política: el ejecutivo. Todo esto en perjuicio del elemento parlamentario del sistema, que atribuye tradicionalmente al legislativo un control más estrecho sobre el gobierno.

## Funciones y poderes
La Constitución de Rusia precisa algunas de las funciones que corresponden al presidente del Gobierno en términos no muy precisos. Si bien establece que oficia y dirige las reuniones del Consejo de Ministros, establece la organización interna del Gobierno y establece sus prioridades operativas, no delimita con contundencia la autonomía con que ejerce estas y otras funciones, lo que sumado a la ambigüedad con que describe la intervención que corresponde al presidente federal en las tareas de gobierno, parece dejar un amplio margen de discrecionalidad al jefe del Estado para fijar de hecho la agenda política del Gobierno.
No obstante, sobre la base de la literalidad en la propia Constitución y en las leyes, se puede recoger un considerable elenco de las funciones y potestades que se atribuyen al jefe del gobierno ruso, sin perjuicio de las interferencias que puedan producirse -y que se producen con frecuencia- desde el Kremlin. De acuerdo con el ordenamiento jurídico ruso, corresponde al presidente del Gobierno:
- Convocar y presidir periódicamente las reuniones del Consejo de Ministros, donde dispone del voto de calidad;
- Representar al Gobierno de la Federación al máximo nivel institucional, tanto internamente (ante el presidente o la Duma) como en el exterior;
- Determinar las prioridades operativas del ejecutivo e impulsar y organizar sus trabajos, de conformidad con las demás normas jurídicas que informen su estructura (entre las cuales se cuentan los decretos del presidente de la Federación);
- Sancionar los acuerdos adoptados por el Gobierno en Consejo de Ministros;
- Someter al presidente de la Federación las propuestas de reorganización interna del Gobierno o de cualesquiera otros cuerpos u organismos públicos vinculados al poder ejecutivo, así como el nombramiento de sus titulares;
- Asumir con carácter interino las funciones de presidente de la Federación cuando su titular originario se encuentre incapacitado para el ejercicio de su cargo (caso que sólo puede darse por renuncia, fallecimiento o aprobación por la Duma de una moción de censura contra el jefe del Estado).

Por otra parte, el presidente del Gobierno federal preside, en razón de su cargo, importantes órganos de funcionamiento interno del Gobierno, fundamentalmente el Praesidium o Presidium gubernamental, pero así comisiones ejecutivas tales como la encargada de encauzar la inversión extranjera en el país, la encargada de preparar el proyecto de presupuestos generales de la Federación, la llamada Comisión sobre el Estado Fronterizo (órgano encargado de velar por la seguridad en las fronteras nacionales) o el consejo encargado del fomento de la competitividad y el emprendimiento en Rusia. Es asimismo presidente nato de la Junta de supervisión del VEB (Внешэкономбанк/Vnesheconombank, o Banco para la Actividad Económica Exterior) y primer vicepresidente del consejo presidencial sobre proyectos de prioridad nacional y política demográfica, entre otros.
En el plano internacional, el presidente del Gobierno de la Federación de Rusia es miembro nato del Consejo de Jefes de Gobierno de la Comunidad de Estados Independientes, del Consejo Interestatal de la Comunidad Económica Eurasiática, del Supremo Consejo de Estado de la Unión de Rusia y Bielorrusia, cuyo Consejo de Ministros preside con carácter permanente, y del Consejo de Jefes de Gobierno de la Organización de Cooperación de Shanghái.

### Posición política
De acuerdo con el marco normativo y con el espacio de juego político propio del sistema ruso, podría decirse que el presidente del Gobierno es en este país un actor políticamente subordinado al protagonismo casi omnipresente del presidente de la Federación de Rusia. Por esto mismo, depende en gran medida del peso específico real de su titular en la escena política nacional, del margen de libertad que le conceda de hecho el presidente federal en la llevanza de los asuntos de Estado, y finalmente -aunque quizá en menor medida, paradójicamente- del respaldo efectivo de la Duma a sus políticas (para lo cual es esencial la vinculación del jefe de gobierno con los partidos políticos con representación parlamentaria, y previsiblemente con el que ostente la mayoría en las cámaras de la Asamblea Federal).
En función de estos parámetros, estaremos de hecho ante un primer ministro en sentido puro, un primus inter pares, o ante un auténtico jefe de gobierno, que aunque siempre condicionado por el papel que desempeñe el jefe del Estado, pueda gozar de una autonomía política cierta y de funciones y autoridad materiales y efectivas.
Sin embargo, el diseño y la práctica institucional desplegados en los años transcurridos desde la entrada en vigor de la actual constitución permiten delimitar un mayor y más nítido ámbito de actuación para el Gobierno, y por ende para su presidente, en aspectos propios de la política interior (tales como la planificación y dirección de la política económica, la gobernación territorial del Estado, la seguridad interior y protección civil, la política educativa, la justicia o la Administración federal) que no en áreas características de la política exterior o de defensa, tradicionalmente incluidas entre los ámbitos típicos sometidos a un intenso control presidencial.

### Estatuto y prerrogativas
De acuerdo con el régimen político dibujado por la Constitución y por la Ley federal constitucional sobre el Gobierno de la Federación de Rusia, el presidente del Gobierno es la segunda autoridad del Estado, además del jefe nominal del brazo ejecutivo de la Federación (que es el Gobierno, y no el presidente del país).
Como tal, el presidente del Gobierno de la Federación de Rusia dispone de las prerrogativas propias de su rango, entre las cuales está el derecho a usar la llamada Casa Blanca de Moscú (sede del Gobierno federal) como residencia oficial.

## Listado de presidentes
|    | Nombre              | Foto     | Toma el cargo            | Deja el puesto           | Partido                |
| 1  | Víktor Chernomyrdin |          | 14 de diciembre de 1992  | 23 de marzo de 1998      | Nash Dom Rossiya       |
| 2  | Serguéi Kirienko    |          | 23 de marzo de 1998      | 23 de agosto de 1998     | Independiente          |
|    | Víktor Chernomyrdin | Interino | 23 de agosto de 1998     | 11 de septiembre de 1998 | Nash Dom Rossiya       |
| 3  | Yevgueni Primakov   |          | 11 de septiembre de 1998 | 12 de mayo de 1999       | Patria - Toda Rusia    |
| 4  | Serguéi Stepashin   |          | 12 de mayo de 1999       | 9 de agosto de 1999      | Independiente          |
| 5  | Vladímir Putin      |          | 9 de agosto de 1999      | 7 de mayo de 2000        | Unidad[cita requerida] |
| 6  | Mijaíl Kasiánov     |          | 7 de mayo de 2000        | 24 de febrero de 2004    | Independiente          |
|    | Víktor Jristenko    | Interino | 24 de febrero de 2004    | 5 de marzo de 2004       | Independiente          |
| 7  | Mijaíl Fradkov      |          | 5 de marzo de 2004       | 12 de septiembre de 2007 | Independiente          |
| 8  | Víktor Zubkov       |          | 12 de septiembre de 2007 | 7 de mayo de 2008        | Rusia Unida            |
| 9  | Vladímir Putin      |          | 7 de mayo de 2008        | 7 de mayo de 2012        | Rusia Unida            |
|    | Víktor Zubkov       | Interino | 7 de mayo de 2012        | 8 de mayo de 2012        | Rusia Unida            |
| 10 | Dmitri Medvédev     |          | 8 de mayo del 2012       | 15 de enero de 2020      | Rusia Unida            |
| 11 | Mijaíl Mishustin    |          | 15 de enero de 2020      | En el cargo              | Independiente          |